# Tiếng Anh Ấn Độ
Tiếng Anh Ấn Độ (tiếng Anh: Indian English) là phương ngữ khu vực của tiếng Anh được nói ở Cộng hòa Ấn Độ và trong số những người di cư Ấn Độ ở những nơi khác trên thế giới. Hiến pháp Ấn Độ quy định tiếng Hindi viết bằng chữ Devanagari là ngôn ngữ chính thức của liên bang Ấn Độ; tiếng Anh là ngôn ngữ chính thức bổ sung cho công việc của chính quyền cùng với tiếng Hindi. Tiếng Anh cũng là ngôn ngữ chính thức duy nhất của Tư pháp Ấn Độ, trừ khi Thống đốc tiểu bang hoặc cơ quan lập pháp bắt buộc sử dụng ngôn ngữ khu vực, hoặc sự chấp thuận việc sử dụng ngôn ngữ khu vực tại các tòa án được Tổng thống đưa ra.

## Tình trạng
Sau khi Ấn Độ độc lập khỏi Đế quốc Anh vào năm 1947, tiếng Anh vẫn là ngôn ngữ chính thức của Lãnh thổ tự trị Ấn Độ và sau đó là Cộng hòa Ấn Độ. Chỉ có vài trăm nghìn người Ấn Độ, hoặc ít hơn 0,1% tổng dân số, có tiếng Anh là ngôn ngữ đầu tiên.Theo điều tra dân số của Ấn Độ năm 2011, có 129 triệu người (10,6% dân số) Ấn Độ nói tiếng Anh. 259.678 (0,02%) người Ấn Độ nói tiếng Anh như ngôn ngữ đầu tiên. Trong đó, có khoảng 83 triệu người Ấn Độ (6,8%) cho rằng tiếng Anh là ngôn ngữ thứ hai của họ và 46 triệu người (3,8%) cho rằng nó là ngôn ngữ thứ ba của họ, biến tiếng Anh thành ngôn ngữ được nói nhiều thứ hai ở Ấn Độ.

## Đặc điểm
Tiếng Anh Ấn Độ thường sử dụng hệ thống số đếm Ấn Độ. Các dạng thành ngữ có nguồn gốc từ ngôn ngữ văn học Ấn Độ và yếu tố thổ ngữ đã được "hấp thụ" vào tiếng Anh Ấn Độ. Tuy nhiên, vẫn có sự đồng nhất chung về ngữ âm, từ vựng và cụm từ giữa các phương ngữ khác nhau của tiếng Anh Ấn Độ.